# Tropische Spastische Paraparese
Die Tropische Spastische Paraparese (TSP) oder auch HTLV-assoziierte Myelopathie (HAM) wird durch das Humane T-lymphotrope Virus 1 (HTLV-1) verursacht.

## Verbreitung
In Deutschland tritt die Tropische Spastische Paraparese so gut wie nicht auf. In ganz Westeuropa werden 6000 HTLV-1 infizierte Personen angenommen. Es erkrankt jedoch nur ein kleiner Teil der HTLV-1-Infizierten (geschätzt etwa 1 %) im Laufe des Lebens.
Hauptverbreitungsgebiet von HTLV-1 und assoziierten Krankheiten sind Süd-Japan, Süd- und Mittelamerika und Afrika, von wo aus sich die Infektion möglicherweise in der Kolonialzeit ausgebreitet hat.

## Infektionsmodus
Der Infektionsmodus entspricht dem der Infektion mit HIV, dem Erreger von AIDS. Doppelinfektionen treten besonders bei intravenös Drogenabhängigen auf.

## Symptome
Die Symptome entsprechen denen anderer neurodegenerativer Krankheiten wie der Multiplen Sklerose. Auch die Abgrenzung von Neurolues, einer neurologischen Verlaufsform der Syphilis, muss durch Suche nach dem Erreger erfolgen.

## Behandlung
Die Behandlung ist symptomorientiert. In Japan wurde die Wirkung von Grünem Tee auf die Virusmenge im Blut von HTLV-I Infizierten gemessen. Dahinter stand, dass ein hoher Virustiter im Blut gefährlich für den Ausbruch der Krankheit sein könnte. Dabei zeigte sich, dass Teepulver in Kapseln, das der Menge von 10 Tassen Grünem Tee entsprach, den Virustiter in einigen Fällen senkte.

## Forschung
Die HTLV-1-bedingten Erkrankungen sind noch nicht lange bekannt, deshalb wird zum Verständnis der Erkrankung auf Erkenntnisse des besser bekannten Rinderleukämie-Virus BLV zurückgegriffen. BLV verursacht allerdings keine T-Zell-, sondern eine B-Zell-Leukämie. Über neurologische Probleme ist wenig bekannt, weil die Tiere bei manifester Erkrankung in Europa gekeult werden müssen. Ohnehin steht bei Tierkrankheiten die Seuchenhygiene vor der Behandlung.
Auch Forschungsergebnisse zum Maus-Mamma-Tumorvirus (MMTV) können herangezogen werden. Denn obwohl dieses Virus kein Onkogen hat, sind die frühen Infektionsstadien der Retroviren hier sehr gut untersucht, besonders die Funktion des Superantigens, das für die Entwicklung einer erfolgreichen Infektion wichtig ist.